# Borat - Seguito di film cinema
Borat - Seguito di film cinema (Borat Subsequent Moviefilm: Delivery of Prodigious Bribe to American Regime for Make Benefit Once Glorious Nation of Kazakhstan), conosciuto anche come Borat - Seguito di film cinema. Consegna di portentosa bustarella a regime americano per beneficio di fu gloriosa nazione di Kazakistan, o più semplicemente Borat 2, è un film del 2020 diretto da Jason Woliner.
Il film è il sequel del film Borat - Studio culturale sull'America a beneficio della gloriosa nazione del Kazakistan (2006).

## Trama
Dopo quattordici anni ai lavori forzati in un gulag per il disonore arrecato al suo Paese con le precedenti avventure, il giornalista kazako Borat Sagdiyev viene incaricato dal suo presidente Nursultan Nazarbaev di ingraziarsi il presidente degli Stati Uniti d'America Donald Trump regalando al suo vice, Mike Pence, il Ministro della Cultura del Kazakistan, che è anche il più grande pornoattore del Paese, Johnny la scimmia. Cacciato di casa e dal suo villaggio quando si viene a sapere che tornerà in America, Borat ritorna negli Stati Uniti ma, una volta arrivato il cargo con il quale fare arrivare anche il primate, scopre che al suo interno vi è sua figlia Tutar, che ha seguito di nascosto il padre per coronare il suo sogno: trovare un ricco uomo che la renda felice come Trump ha fatto con la sua Melania, protagonista del suo cartone animato preferito. Borat decide quindi di regalare Tutar a Pence per compiere la sua missione.
Seguendo i consigli di una influencer Borat decide di "modificare" Tutar in modo da rispecchiare la moda americana e così, dopo averla fatta debuttare, i due avvicinano Pence a una convention repubblicana: non avendo successo Borat decide allora di dare Tutar a un altro strettissimo collaboratore di Trump, Rudolph Giuliani, e per questo convince Tutar a sottoporsi a un intervento di mastoplastica additiva. Nel periodo necessario a racimolare i soldi per l'intervento, tuttavia, Borat lascia Tutar con una babysitter che la spinge a pensare con la sua testa e così la ragazza decide di non sottoporsi più all'intervento, avendo scoperto tutte le menzogne del padre sulle donne e sul mondo.
Borat, persa la figlia, decide di suicidarsi cercando la morte in una sinagoga (essendo gli ebrei nemici giurati dei kazaki), ma – dopo avere parlato con una superstite dell'Olocausto – cambia idea anche su di loro; nel frattempo sono state indette una serie di misure di confinamento a causa dello scoppio della pandemia di COVID-19, e Borat trova ospitalità in casa di Jim e Jerry, due attivisti di QAnon. Grazie a loro Borat riesce a rimettersi in contatto con Tutar, nel frattempo divenuta giornalista, e la convince a farsi adescare da Giuliani in modo da evitare la pena capitale in Kazakistan. Tutar, per amore del padre, riesce a ottenere un'intervista con Giuliani, ma Borat, dopo avere parlato con la babysitter, si rende conto di volere molto bene alla figlia e di non poterla perdere così: per questo decide di interrompere l'intervista e di tornare a casa con Tutar.
Borat, pronto ad affrontare la morte, viene inaspettatamente graziato dal suo presidente; grazie alla figlia si rende conto di essere stato usato per diffondere la COVID-19 in tutto il mondo per coronare il progetto di vendetta del suo presidente. Borat decide così di incastrarlo e, grazie all'aiuto di Tutar e Brian, un tecnico informatico conosciuto appena ritornato in America, ne registra la confessione. In cambio del loro silenzio Borat e Tutar ottengono molti cambiamenti nel loro Paese: il Kazakistan abbandona quindi il patriarcato, comincia a trafficare giovani uomini (inviati a Kevin Spacey) e abbandona l'antisemitismo per sposare l'antiamericanismo.

## Produzione
Nel settembre 2020 viene confermato il sequel, che è stato girato e completato in segreto, durante la pandemia di COVID-19.
Durante le riprese del film Sacha Baron Cohen si è reso partecipe di pericolose azioni in incognito all'insaputa dei presenti: ha partecipato al congresso repubblicano vestito da membro del Ku Klux Klan; ha fatto irruzione al comizio di Mike Pence travestito da Donald Trump; è stato costretto a vivere alcuni giorni in casa di repubblicani negazionisti del COVID-19 sotto le sembianze di Borat a causa della quarantena; ha cantato una canzone razzista e violenta in una manifestazione di estrema destra, ottenendo acclamazioni dal pubblico, per poi essere costretto a fuggire quando l'organizzazione ha scoperto che si trattava di una presa in giro, rischiando il linciaggio.

## Promozione
Il primo trailer del film è stato diffuso il 1º ottobre 2020.

## Distribuzione
Il film è stato distribuito il 23 ottobre 2020 su Prime Video: la piattaforma ha pagato 80 milioni di dollari per ottenere la pellicola, accontentando così Sacha Baron Cohen che voleva distribuire a tutti i costi il film prima delle elezioni presidenziali negli Stati Uniti d'America del 2020.

## Accoglienza

### Critica
Il film ha ricevuto recensioni principalmente positive. Sull'aggregatore Rotten Tomatoes il film riceve l'85% delle recensioni professionali positive con un voto medio di 7,2 su 10 basato su 304 critiche, mentre su Metacritic ottiene un punteggio di 68 su 100 basato su 49 critiche.
A. O. Scott, critico del New York Times, ha inserito il film tra i migliori del 2020.

### Primati
Il film ha ottenuto il record della pellicola con il titolo più lungo candidata agli Oscar, grazie ai 110 caratteri che lo compongono, entrando anche nel Guinness dei primati.

## Riconoscimenti
- 2021 - Premio Oscar[14]
  - Candidatura per la miglior attrice non protagonista a Maria Bakalova
  - Candidatura per la migliore sceneggiatura non originale a Sacha Baron Cohen, Anthony Hines, Dan Swimer, Peter Baynham, Erica Rivinoja, Dan Mazer, Jena Friedman e Lee Kern, storia di Sacha Baron Cohen, Anthony Hines, Dan Swimer e Nina Pedrad
- 2021 - Golden Globe[15][16]
  - Miglior film commedia o musicale
  - Miglior attore in un film commedia o musicale a Sacha Baron Cohen
  - Candidatura per la migliore attrice in un film commedia o musicale a Maria Bakalova
- 2020 - Chicago Film Critics Association Awards[17][18]
  - Migliore attrice non protagonista a Maria Bakalova
  - Candidatura per la migliore performance rivelazione a Maria Bakalova
- 2020 - Chicago Indie Critics Awards[19]
  - Miglior attrice non protagonista a Maria Bakalova
  - Candidatura per la miglior canzone a Sacha Baron Cohen e Erran Baron Cohen (per Wuhan Flu)
- 2020 - Florida Film Critics Circle[20]
  - Miglior attrice non protagonista a Maria Bakalova
- 2020 - New York Film Critics Circle Awards[21]
  - Miglior attrice non protagonista a Maria Bakalova
- 2021 - British Academy Film Awards[22]
  - Candidatura per la miglior attrice non protagonista a Maria Bakalova
- 2021 - Critics' Choice Awards[23][24]
  - Miglior attrice non protagonista a Maria Bakalova
  - Candidatura per il miglior film commedia
- 2021 - London Critics Circle Film Awards[25][26]
  - Miglior attrice non protagonista dell'anno a Maria Bakalova
  - Candidatura per il miglior attore britannico dell'anno a Sacha Baron Cohen
- 2021 - MTV Movie & TV Awards[27]
  - Comedic Genius Award a Sacha Baron Cohen[28]
  - Candidatura per il miglior film
  - Candidatura per il miglior esordio a Maria Bakalova
  - Candidatura per la miglior coppia a Sacha Baron Cohen e Maria Bakalova
- 2021 - National Society of Film Critics[29]
  - Miglior attrice non protagonista a Maria Bakalova
- 2021 - New York Film Critics Circle Awards[30]
  - Miglior attrice non protagonista a Maria Bakalova
- 2021 - Producers Guild of America Awards[31]
  - Candidatura per il Darryl F. Zanuck Award al miglior film
- 2021 - San Diego Film Critics Society Awards[32]
  - Candidatura per la miglior attrice non protagonista a Maria Bakalova
  - Candidatura per la miglior performance comica a Maria Bakalova
  - Candidatura per la miglior performance comica a Sacha Baron Cohen
  - Candidatura per la miglior artista emergente a Maria Bakalova
- 2021 - Satellite Award[33][34]
  - Miglior attore in un film commedia o musicale a Sacha Baron Cohen
  - Migliore attrice in un film commedia o musicale a Maria Bakalova
  - Candidatura per il miglior film commedia o musicale
- 2021 - Screen Actors Guild Award[35]
  - Candidatura per la migliore attrice non protagonista a Maria Bakalova
- 2021 - Washington D.C. Area Film Critics Association[36]
  - Candidatura per la migliore attrice non protagonista a Maria Bakalova
- 2021 - Writers Guild of America Award[37][38]
  - Miglior sceneggiatura adattata a Sacha Baron Cohen, Anthony Hines, Dan Swimer, Peter Baynham, Erica Rivinoja, Dan Mazer, Jena Friedman e Lee Kern, storia di Sacha Baron Cohen, Anthony Hines, Dan Swimer e Nina Pedrad, basata sul personaggio creato da Sacha Baron Cohen

## Casi legali
Il film è stato al centro di una causa legale, intentata dagli eredi di Judith Dim Evans, una sopravvissuta all'Olocausto presente inconsapevolmente nel film, i quali ritenevano che la pellicola prendesse in giro l'Olocausto e la cultura ebraica; il giudice della Georgia ha archiviato subito il caso in quanto nei documenti dell'accusa erano presenti degli errori.

## Casi mediatici
Nel novembre 2020 la comunità Kazakh-American Association ed il Council on American-Islamic Relations hanno firmato una lettera che invita l'Academy of Motion Picture Arts and Sciences a boicottare la pellicola in vista dei premi cinematografici, perché secondo loro il film "si fa beffa della cultura e delle tradizioni kazake per il diletto del pubblico occidentale, rappresentando le persone come misogine, antisemite e barbare".

## Opere derivate
Il 15 aprile 2021 Prime Video ha annunciato l'arrivo di uno speciale sul film, intitolato Borat Supplemental Reportings Retrieved From Floor of Stable Containing Editing Machine; lo speciale sarà diviso in più parti e conterrà materiale inedito, scene tagliate e dietro le quinte sulla realizzazione della pellicola.